# Bistum Dax
Das Bistum Dax (lat.: Dioecesis Aquae Augustae) war eine in Frankreich gelegene römisch-katholische Diözese mit Sitz in Dax. 

## Geschichte

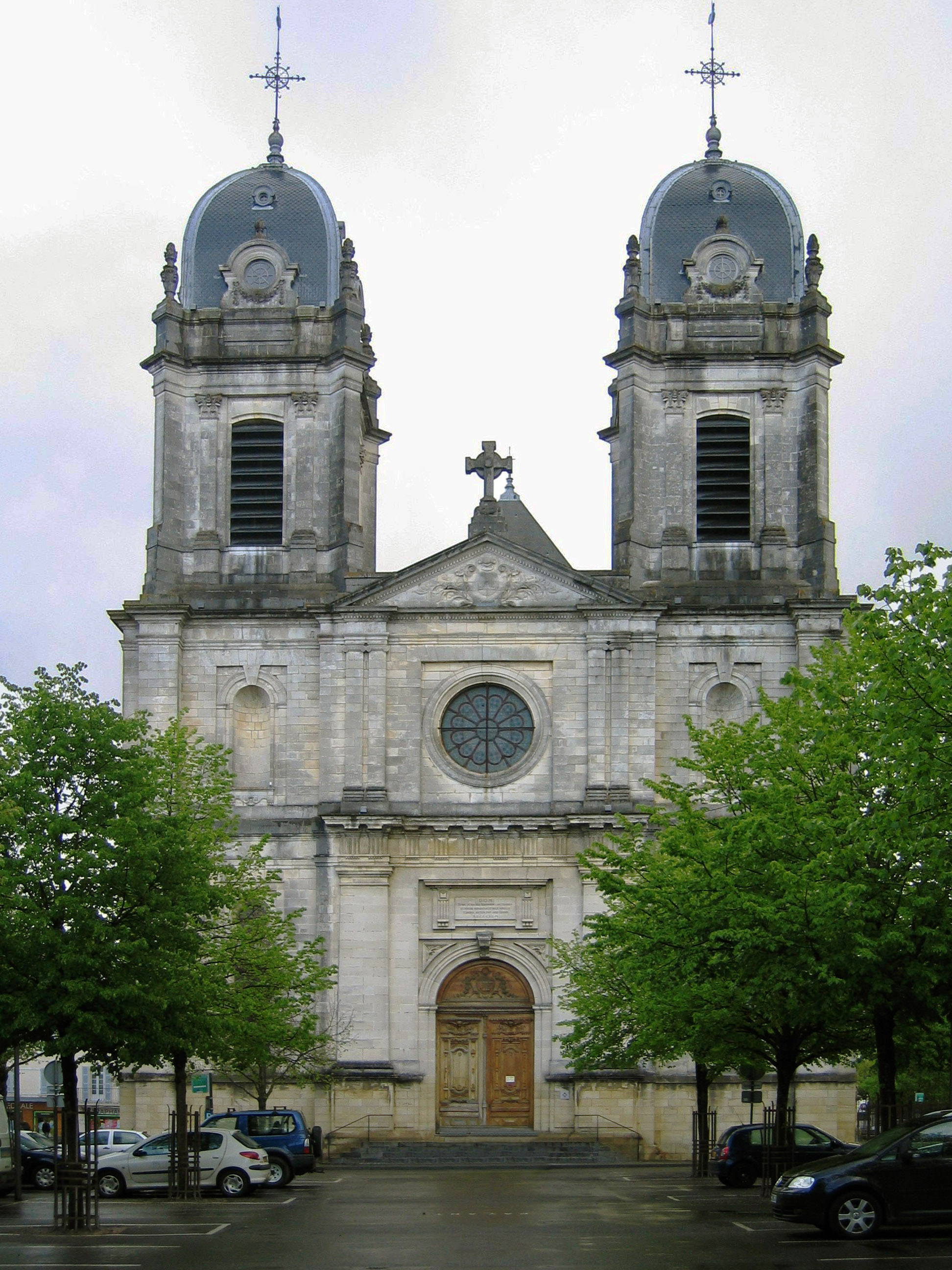
Die Kathedrale von Dax

Das Bistum Dax wurde im 5. Jahrhundert errichtet. Erster Bischof war Vincent.
Am 29. November 1801 wurde das Bistum Dax infolge des Konkordates von 1801 durch Papst Pius VII. mit der Päpstlichen Bulle Qui Christi Domini aufgelöst und das Territorium wurde dem Bistum Aire angegliedert.
Das Bistum Dax war dem Erzbistum Auch als Suffraganbistum unterstellt.